# Zofia Lubczyńska
Zofia Lubczyńska (ur. 10 kwietnia 1938 w Katowicach, zm. 26 stycznia 2008 w Jastrzębiu-Zdroju) – polska artystka fotograf, uhonorowana tytułem Artiste FIAP (AFIAP). Członek rzeczywisty i członek honorowy Fotoklubu Rzeczypospolitej Polskiej (AFRP). Członek honorowy Krakowskiego Towarzystwa Fotograficznego, członkini Związku Polskich Artystów Fotografików.

## Życiorys
Zofia Lubczyńska w 1959 roku wstąpiła do Krakowskiego Towarzystwa Fotograficznego, od 1975 roku była członkiem honorowym KTF. Po ukończeniu studiów na Uniwersytecie Jagiellońskim i w Akademii Górniczo-Hutniczej w Krakowie, przeprowadziła się do Jastrzębia-Zdroju, gdzie w 1972 roku była współzałożycielką Jastrzębskiego Klubu Fotograficznego „Niezależni”. Od 1981 roku uczestniczyła w pracach Komisji Fotografii Krajoznawczej ZG PTTK, zostając jej przewodniczącą w 2002 roku. Od 1985 roku szczególne miejsce w twórczości fotograficznej Zofii Lubczyńskiej zajmowała Diaporama oraz fotografia aktu. W 1998 roku została członkiem honorowym Lubuskiego Towarzystwa Fotograficznego.
Była autorką i współautorką wielu wystaw fotograficznych, indywidualnych i zbiorowych, krajowych i międzynarodowych, m.in. wystaw organizowanych pod patronatem Międzynarodowej Federacji Sztuki Fotograficznej (FIAP). Była pomysłodawczynią i realizatorką współpracy z Klubem Fotograficznym „Probuda” w Burgasie. Jako publicystka prowadziła (m.in.) stałą rubrykę w Magazynie Fotograficznym. W 2002 roku została przyjęta w poczet członków Związku Polskich Artystów Fotografików.
Prace Zofii Lubczyńskiej znajdują się w zbiorach Organizacji Narodów Zjednoczonych, Muzeum Lasu Polskiego w Gołuchowie, Centrum Fotografii Krajoznawczej PTTK w Łodzi.
W 1980 roku Zofia Lubczyńska otrzymała tytuł AFIAP (Artiste FIAP), nadany przez Międzynarodową Federację Sztuki Fotograficznej FIAP. Zmarła 26 stycznia 2008 roku, pochowana 30 stycznia na cmentarzu parafialnym.

## Odznaczenia
- Złoty Medal „Zasłużony dla Fotografii Polskiej”[12]
- Odznaka „Zasłużony Działacz Kultury”[6]
- Złota Odznaka Honorowa PTTK[6]
- Złota Odznaka Honorowa Federacji Amatorskich Stowarzyszeń Fotograficznych w Polsce[13]
- Medal 150-lecia Fotografii[13]

## Wybrane wystawy indywidualne
- „Aneks do życiorysu” – KTF Kraków (1977), Poznań (1978)
- „Jurajskie krajobrazy” – BWA Kielce (1986)
- „Jura” – Galeria PTTK Częstochowa (1987)
- „Pamiętnik Stryja” – KTF Kraków (1990)
- „Eseje” – Jastrzębie Zdrój (1994)
- „A niebo takie pogodne” – NCK Kraków (1996)
- „Przestrzeń fotografii” – TZR Rybnik (1997)

Źródło

## Wybrane wystawy zbiorowe
- „Krajobrazy świata w fotografiach polskich podróżników” – Warszawa Zachęta (1987)
- „Apollo” – Olsztyn (1972, 1973, 1974)
- „Zabytki” – Zamość (1973, 1974, 1976, 1978)
- „Spotkania z fotografią” – Jastrzębie Zdrój (1974-1990)

Źródło